# Mónica Vera
Mónica Vera (Palencia, 27 de marzo de 1986) es una actriz porno española.
Antigua monitora para discapacitados y administrativa, abandonó su profesión para dedicarse al porno. Por su filme Rompiendo barreras ganó el Premio Istar en el Festival Erótico de Madrid 2006. Pertenece a la misma generación de actrices porno españolas que Zuleidy o Sonia Baby. También ganó ese mismo año un premio Ninfa "Reina Ficeb" y posteriormente en el año 2007 ganó la Ninfa a la mejor actriz española por la película Talión.

## Filmografía
- Un descuido y toda dentro
- La puta realidad 2
- Rompiendo barreras
- Mujeres satisfechas
- Hot rats 2
- El sexo me confunde
- Talion
- Diniofollando.com
- Sex 4 Rooms 3
- Vertical Sex Limit
- Inseminación anal